# 上田信 (歷史學者)
上田 信（（1957年9月28日—）- ）是一名日本歷史學家、立教大学文学部教授，專門研究中国史、亞洲社会論。出身於東京都。
他對於中国史研究領域主要集中在明清時代（西暦14～19世紀）研究、亞洲社会論等領域，乃至在世界音樂的角度展開討論。

## 略歴
出生於東京都，1980年畢業於東京大学文学部東洋史学科，1982年 同大学大学院人文科学研究科東洋史学專攻修士課程修了、東京大学東洋文化研究所助手（-1987年）。1983到85年期間在南京大学留学。1989年立教大学文学部史学科専任講師。1990年助教授。1997年教授。

## 著作

### 單著
- （講談社選書メチエ 1995年）
- （岩波書店, 1999年）
- （山川出版社, 2002年）
- （講談社, 2005年）
- （山川出版社［世界史リブレット］ 2006年）
- 農山漁村文化協会 圖説、中国文化百華 2007
- 風響社あじあ選書 2009
- 叢書、中国的問題群 岩波書店 2009
- 講談社 2013
- 筑摩書房　2016

### 共編著
- （木村靖二）（山川出版社, 1997年）

### 譯書
- ロイド・イーストマン（平凡社, 1994年）

## 外部連結
- 立教大学（页面存档备份，存于）